# Solidar
Solidar è un gruppo di Organizzazioni non governative europee che si occupa di cooperazione allo sviluppo, aiuto umanitario, politiche sociali, servizi sociali e formazione. La rete collabora con i sindacati, i movimenti dei lavoratori e le organizzazioni della società civile.
I membri di Solidar sono:
- AIF (Danimarca)
- Arbeiter-Samariter-Bund e.V. (Germania)
- Arbeiterwohlfahrt Bundesverband e.V. (Germania)
- ARCI (Italia)
- Associacao de Servicio de Apoio Social (Portogallo)
- AUSER (Italia)
- COCIS (Italia)
- FCD Solidarité Socialiste (Belgio)
- Fédération Européenne de l'Education et de la Culture (Francia)
- FOS (Belgio)
- Humanitas (Paesi Bassi)
- International Federation of Workers' Education Association (Gran Bretagna)
- International Solidarity Foundation (Finlandia)
- ISCOD (Spagna)
- Iscos, CISL (Italia)
- Lega Provinciale Cooperative, (Italia)
- La Ligue Française de l'Enseignement (Francia)
- MPDL (Spagna)
- National Pensioners Convention (Gran Bretagna)
- Norwegian Peoples Aid (Norvegia)
- OGBL Solidarité Syndicale (Lussemburgo)
- Olof Palme Centre (Svezia)
- One World Action (Gran Bretagna)
- Programa Laboral de Desarrollo, PLADES (Perù)
- Progetto Sviluppo (CGIL) (Italia)
- Soccorso operaio svizzero/Schweizerisches Arbeiterhilfswerk (Svizzera)
- Solidaridad Internacional (Spagna)
- TSL Workers' Education Association (Finlandia)
- UNISON (Gran Bretagna)
- Volkshilfe Österreich (Austria)
- War on Want (Gran Bretagna)